# آکیله تولیانی
آکیله تولیانی (انگلیسی: Achille Togliani؛ ‏ ۱۶ ژانویهٔ ۱۹۲۴ – ۱۲ اوت ۱۹۹۵) خواننده و بازیگر اهل ایتالیا بود.
از فیلم‌هایی که وی در آن نقش داشته‌است، می‌توان به کشور زنگ‌ها، زیبای خفته، ناپل همیشه ناپل است و ماه نو اشاره کرد.